# Addison–Wesley
Addison-Wesley — американське видавництво, що спеціалізується на технічній, особливо комп'ютерній літературі. Належить медіа-концерну Pearson PLC.

## Історія
Видавництво було засноване в 1942 Мельбурном Уеслі Камінгсом (англ. Melbourne Wesley Cummings). Першою виданою книгою стала праця професора Массачусетського технологічного інституту Френсіса Серса (англ. Francis Sears) «Механіка». Першим комп'ютерним виданням стала книга «Electronic Digital Computer» (Вілкс (Maurice V. Wilkes), Вілер David J. Wheeler, Гіл (Stanley Gill)). В 1970 видавництво було придбане компанією W.A. Benjamin Company і об'єднано із Benjamin Cummings в 1977. В 1988 Addison-Wesley було придбане корпорацією Pearson PLC.

## Відомі видання
- Мистецтво програмування, Дональд Кнут